# Masato Sakurai
Masato Sakurai (桜井 正人 Sakurai Masato?, nacido el 25 de septiembre de 1986 en Ibaraki) es un exfutbolista japonés. Jugaba de delantero y su último club fue el Sagawa Printing de Japón.

## Trayectoria

### Clubes
| Club            | País  | Año         |
| --------------- | ----- | ----------- |
| Kataller Toyama | Japón | 2009 - 2010 |
| Sagawa Printing | Japón | 2011        |